# 根岸峮太郎

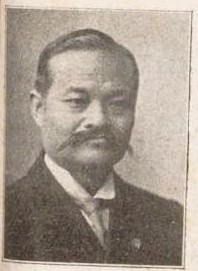
根岸峮太郎

根岸 峮太郎（ねぎし きんたろう、1860年10月20日（万延元年9月7日）- 1946年（昭和21年）12月15日）は、明治から昭和前期の農業経営者、実業家、政治家。衆議院議員、群馬県群馬郡大類村長。

## 経歴
上野国群馬郡柴崎村（群馬県西群馬郡大類村、群馬郡大類村大字柴崎村を経て現高崎市柴崎町）で、豪農・根岸紋吉、マツの長男として生まれた。小学校を卒業後、貫名正祁に師事し漢学を修めた。1884年（明治17年）7月、家督を相続。農業を営む。
群馬県第22学区学務委員、大類村会議員に就任。1890年（明治23年）8月、群馬県会議員に選出され7期18年在任し、同常置委員、同参事会員も務めた。1905年（明治38年）7月、大類村長に就任。その他、土地収用審査委員、群馬県地方衛生会委員、県森林会議員、同勧業諮問会員、群馬郡徴兵参事会員、大類村農会長、県農会評議員などにも在任した。
1908年（明治41年）5月、第10回衆議院議員総選挙（群馬県郡部、立憲政友会所属）で初当選。以後、第12回総選挙まで2回再選され、衆議院議員に連続3期在任した。この間、立憲政友会群馬支部幹事、同常任幹事などを務めた。1915年（大正4年）大浦事件で検挙され、1916年（大正5年）6月、高松地方裁判所で懲役3か月・執行猶予3年の判決を受け、控訴して同年10月、大阪控訴院で懲役3か月・執行猶予3年の判決を受けた。これにより勲八等及び韓国併合記念章、大礼記念章を褫奪された。1930年（昭和5年）4月、大類村長に再任され、県町村会長も務めた。
実業界では、群馬県農工銀行取締役、鳥川水電副社長、岩鼻鉄道社長などを務めた。

## 国政選挙歴
- 第10回衆議院議員総選挙（群馬県郡部、1908年5月、立憲政友会）当選[10]
- 第11回衆議院議員総選挙（群馬県郡部、1912年5月、立憲政友会）当選[10]
- 第12回衆議院議員総選挙（群馬県郡部、1915年3月、無所属）当選[10]
- 第15回衆議院議員総選挙（群馬県第4区、1924年5月、政友本党）落選[14]